# Conleth Hill
Pour les articles homonymes, voir Hill.
Conleth Seamus Eoin Croiston Hill, né le 24 novembre 1964 à Ballycastle, en Irlande du Nord, est un acteur Nord-Irlandais.

## Biographie
Conleth Hill est né le 24 novembre 1964 à Ballycastle, Irlande du Nord. Il a deux frères et une sœur.
Il sort diplômé de la Guildhall School of Music and Drama en 1989.

## Carrière
De 2011 à 2019, il joue le rôle de Varys dans l'adaptation télévisée Game of Thrones sur HBO.

## Filmographie

### Cinéma

#### Longs métrages
- 1994 : A Man You Don't Meet Every Day d'Angela Pope : Michael
- 1998 : Crossmaheart d'Henry Herbert : Coulter
- 2003 : Intermission de John Crowley : Robert
- 2009 : Perrier's Bounty d'Ian Fitzgibbon : Russ
- 2009 : Whatever Works de Woody Allen : Brockman
- 2011 : Des saumons dans le désert (Salmon Fishing in the Yemen) de Lasse Hallström : Bernard Sugden
- 2011 : Coup de filet (Whole Lotta Sole) de Terry George : Le barbier
- 2012 : Keith Lemon : The Film de Paul Angunawela : Le livreur
- 2014 : Serena de Susanne Bier : Dr Chaney
- 2014 : New Amsterdam : Peter Stuyvesant
- 2014 : Shooting for Socrates de James Erskine : Jackie Fullerton
- 2014 : Two Down de Matthew Butler-Hart : Harry Montague
- 2015 : A Patch of Fog de Michael Lennox : Sandy Duffy
- 2016 : The Truth Commissioner de Declan Recks : Johnny Rafferty
- 2018 : The Isle de Matthew Butler-Hart : Douglas Innis
- 2019 : Official Secrets de Gavin Hood : Roger Alton
- 2020 : Here Are the Young Men d'Eoin Macken : Mark Kearney
- 2020 : Herself de Phyllida Lloyd : Aido Deveney
- 2021 : To Olivia de John Hay : Marty Ritt
- 2021 : Infinitum : Subject Unknown de Matthew Butler-Hart : Professeur Ostergaard

#### Courts métrages
- 2011 : Les Hommes de la côte (The Shore) de Terry George : Paddy
- 2014 : The Good Word de Stuart Graham : Da Taggart
- 2016 : Two Angry Men de Toto Ellis : McKee

### Télévision

#### Séries télévisées
- 1988 : Boon : Un jeune homme
- 1989 / 1995 : Casualty : Rob / Theo
- 1990 : 24 Heures pour survivre (Screenplay) : Un soldat
- 1990 :  Medics : Liam McGuinness
- 1992 : On the Up : Le livreur
- 1992 : Screen One : Neil
- 1994 : Blue Heaven : Roache
- 1993 : The Bill : Michael White
- 1993 : Les Aventures du jeune Indiana Jones (The Young Indiana Jones Chronicles) : Un ténor
- 1995 : Crown Prosecutor : Neville Osborn
- 2007 : The Life and Times of Vivienne Vyle : Jared
- 2011 - 2019 : Game of Thrones : Lord Varys
- 2012 : Little Crackers : Le père de Sharon
- 2013 : Suits : Avocats sur mesure (Suits) : Edward Darby
- 2014 : Inside No. 9 : Stevie
- 2015 : Foyle's War : Sir Ian Woodhead
- 2015 : Arthur & George : Sergent Upton
- 2017 : Lucky Man : Réverend Anthony Huxley
- 2017 : Car Share : Elsie
- 2018 : 12 Monkeys : Bonham
- 2018 : Hang Ups : Jon Pitt
- 2019 : Doc Martin : Dr. Edward Mullen
- 2019 : Dublin Murders : Chef de la police O'Kelly
- 2019 - 2021 : Les carnets de Max Liebermann (Vienna Blood) : Mendel Liebermann
- 2022 : Derry Girls : Carlos Santini
- 2022 : Magpie Murders : Alan Conway
- 2022 : Holding : Sergent PJ Collins
- 2022 : Pourquoi pas Evans ? (Why Didn't They Ask Evans ?) : Dr. Alwyn Thomas

#### Téléfilms
- 2002 : Goodbye, Mr. Chips de Stuart Orme : Max Staefel
- 2014 : That Day We Sang de Victoria Wood : Frank
- 2018 : Dave Allen at Peace d'Andy De Emmony : John Tynan-O'Mahony

### Jeu vidéo
- 2012 : Game of Thrones : Le Trône de fer : Lord Varys (voix)